# Kató Lomb
Pour les articles homonymes, voir Lomb.
Dans le nom hongrois Lomb Kató, le nom de famille précède le prénom, mais cet article utilise l’ordre habituel en français Kató Lomb, où le prénom précède le nom.
Kató Lomb (née à Pécs le 8 février 1909 et morte à Budapest le 9 juin 2003) est une interprète, traductrice et linguiste hongroise. Elle est une des premières au monde à avoir exercé l'interprétation simultanée.

## Travaux

### En hongrois
- Így tanulok nyelveket (Egy tizenhat nyelvű tolmács feljegyzései) – C'est comme ça que j'apprends les langues (Notes d'une interprète parlant seize langues), 1970, 1972, 1990, 1995  (ISBN 963-602-617-3)
- Egy tolmács a világ körül – Une interprète autour du monde, 1979  (ISBN 963-280-779-0)
- Nyelvekről jut eszembe... – Les langues me rappellent..., 1983  (ISBN 963-500-230-0)
- Bábeli harmónia (Interjúk Európa híres soknyelvű embereivel) – Harmonie de Babel (entretiens avec des personnes célèbres multilingues en Europe), 1988  (ISBN 963-282-023-1)

### Traductions
- (en) (en) Polyglot : How I Learn Languages, Berkeley, TESL-EJ, 2008, 215 p. (ISBN 978-1-60643-706-3, LCCN 2008300563, lire en ligne)
- (ru) Как я изучаю языки (Kak ya izuchayu yaziki)
- (ja) Watashi No Gaikokugo Gakushū-hō  (ISBN 4-7943-0159-6),  (ISBN 4-480-08543-2),  (ISBN 978-4-480-08543-6)
- (lv) Par valodām man nāk prātā, 1990  (ISBN 5-7966-0477-5)

## Honneur
L'astéroïde (209054) Lombkató est nommé en son honneur.